# Anthony Moris
Anthony Moris (* 29. dubna 1990, Arlon, Belgie) je belgicko-lucemburský fotbalový brankář, v současnosti hráč klubu Royale Union Saint-Gilloise. V mládežnických kategoriích reprezentoval Belgii, na seniorské úrovni obléká dres lucemburského národního týmu.

## Klubová kariéra
- Standard Lutych (mládež)
- Standard Lutych 2008–2014
- →  K. Sint-Truidense VV (hostování) 2014
- KV Mechelen 2015–

V seniorské kopané začínal v belgickém klubu Standard Lutych. Na jaře 2014 hostoval v týmu K. Sint-Truidense VV. Začátkem roku 2015 se stal hráčem KV Mechelen.

## Reprezentační kariéra

### Belgie
Nastupoval v belgické mládežnické reprezentaci U19.

### Lucembursko
Po obdržení lucemburského pasu mohl tuto zemi reprezentovat na seniorské úrovni.
V A-mužstvu Lucemburska debutoval 26. 5. 2014 v přátelském zápase v Genku proti týmu Belgie (prohra 1:5).